# Eder Pacheco
Eder Pacheco Ferreira (ur. 23 lipca 1977 w Dois Vizinhos) – brazylijski piłkarz z obywatelstwem meksykańskim występujący najczęściej na pozycji napastnika, obecnie zawodnik meksykańskiego Leónu.

## Kariera klubowa
Pacheco pochodzi z brazylijskiego miasta Dois Vizinhos, jednak całą profesjonalną karierę spędził w Meksyku, gdzie jego pierwszym klubem był drugoligowy Cruz Azul Hidalgo. Latem 2007 podpisał kontrakt z pierwszoligowym Monarcas Morelia, w którego barwach zadebiutował w meksykańskiej Primera División – 11 sierpnia 2007 w przegranym 1:3 spotkaniu z Pachucą. Był to jego jedyny występ w drużynie Morelii, gdyż przez niemal cały roczny pobyt w tym klubie występował w drugoligowej filii zespołu – Mérida FC. Po roku przeszedł do ekipy Puebla FC, gdzie wystąpił w czterech meczach i strzelił jedynego gola w najwyższej klasie rozgrywkowej – 31 sierpnia 2008 w zremisowanej 1:1 konfrontacji z Jaguares.
Nie potrafiąc sobie wywalczyć miejsca w wyjściowej jedenastce Puebli, Pacheco został wypożyczony do lokalnego rywala tego klubu, Lobos BUAP z drugiej ligi meksykańskiej – Liga de Ascenso. Spędził tam półtora roku, po czym odszedł do Alacranes de Durango. Zawodnikiem Alacranes był jedynie przez pół roku, jednak 13 goli w 15 meczach sezonu ragularnego dało mu tytuł króla strzelców drugiej ligi w sezonie Apertura 2010. Do tego dołożył także trzy bramki w dwóch spotkaniach fazy play–off. Wiosenne rozgrywki Clausura 2011 rozegrał w Tiburones Rojos de Veracruz, a latem 2011 podpisał umowę z Club León, grającego również na zapleczu najwyższej klasy rozgrywkowej w Meksyku.
| Sezon     | Klub                        | Kraj   | Rozgrywki        | Mecze | Bramki |
| --------- | --------------------------- | ------ | ---------------- | ----- | ------ |
| 2007/2008 | Monarcas Morelia            | Meksyk | Primera División | 1     | 0      |
| 2007/2008 | Mérida FC                   | Meksyk | Liga de Ascenso  | 13    | 3      |
| 2008/2009 | Puebla FC                   | Meksyk | Primera División | 4     | 1      |
| 2008/2009 | Lobos BUAP                  | Meksyk | Liga de Ascenso  | 18    | 6      |
| 2009/2010 | Lobos BUAP                  | Meksyk | Liga de Ascenso  | 15    | 3      |
| 2010/2011 | Alacranes de Durango        | Meksyk | Liga de Ascenso  | 17    | 16     |
| 2010/2011 | Tiburones Rojos de Veracruz | Meksyk | Liga de Ascenso  | 14    | 5      |
| 2011/2012 | Club León                   | Meksyk | Liga de Ascenso  |       |        |